# Walter Fries (Kunsthistoriker)
Walter Fries, vollständig Hans Karl Emil Walter Fries, (* 23. September 1890 in Augsburg; † 10. Juli 1934 in Nürnberg) war ein deutscher Kunsthistoriker.

## Leben
Fries war der Sohn eines Arztes. Er studierte in München, Berlin und Freiburg Kunstgeschichte. Seine für Herbst 1914 vorgesehene Dissertation konnte er nicht mehr zu Ende führen, da er am 2. August 1914 zum Kriegsdienst eingezogen wurde. Er machte den Krieg in Frankreich mit, bis er im Frühjahr 1917 in englische Gefangenschaft geriet, 1919 wurde er aufgrund einer Krankheit ausgetauscht.
Noch vor Abschluss seiner Dissertation wurde er am 15. September 1919 Volontär am Germanischen Nationalmuseum in Nürnberg und hier nach seiner Promotion bei Hans Jantzen in Freiburg als Museumsassessor fest angestellt. Er wurde Mitarbeiter des Generaldirektors Ernst Heinrich Zimmermann und 1921 zum Konservator, 1928 zum Hauptkonservator ernannt.
Seine Dissertation über den Bildhauer der Frührenaissance Hans Daucher war richtungsweisend für seine weitere Arbeit. Das Werk wurde zwar nicht veröffentlicht, bildete aber die Grundlage für spätere Biografien und Aufarbeitungen des Werks Dauchers.
Am Museum war Walter Fries neben der Bearbeitung der Neuzugänge und der Neuaufstellung der Bestände tätig und bereitete die beiden großen Ausstellungen des Museums zu Albrecht Dürer im Jahr 1928 und zur Nürnberger Malerei 1350 bis 1450 im Jahr 1931 vor. Er starb jung an einer Lungenkrankheit, die er sich in der Kriegsgefangenschaft zugezogen hatte.
Walter Fries heiratete im Jahr 1920 Paula Wilhelmine Luise Merkel (1895–1974). Das Paar hatte drei Kinder.

## Veröffentlichungen (Auswahl)
Siehe auch Schriftenverzeichnis in: Anzeiger des Germanischen Nationalmuseums 1934/35, S. 43–44.
- Hans Daucher. Dissertation Freiburg 1919 (ungedruckt).
- Groß, Philipp. In: Ulrich Thieme, Fred. C. Willis (Hrsg.): Allgemeines Lexikon der Bildenden Künstler von der Antike bis zur Gegenwart. Begründet von Ulrich Thieme und Felix Becker. Band 15: Gresse–Hanselmann. E. A. Seemann, Leipzig 1922, S. 100 (Textarchiv – Internet Archive – auch zu Guttenberg, Heinrich im selben Band, sowie Beiträge in Band 16 und 17).
- Die St. Sebaldus-Kirche zu Nürnberg (= Deutsche Bauten 10). Burg bei Magdeburg 1928.
- Artikel von Walter Fries im Anzeiger des Germanischen Nationalmuseums